# No. 167 Squadron RAF
No. 167 Squadron war eine Einheit der Royal Air Force. 

## Geschichte

### Erster Weltkrieg
Am 18. November 1918 wurde das Squadron als zweite Einheit, die mit Handley Page V 1500 ausgerüstet war, in Bircham Newton aufgestellt. Ein Einsatz im Ersten Weltkrieg erfolgte nicht mehr. Die Einheit wurde am 21. Mai 1919 wieder aufgelöst.

### Zweiter Weltkrieg
Am 6. April 1942 wurde die Einheit in Scorton als Jagdstaffel wieder aufgestellt. Sie war am 8. Mai 1942 einsatzbereit. Sie wurde zum Schutz von Scapa Flow nach Schottland verlegt. Im Oktober 1942 erfolgte die Verlegung nach East Anglia. Von dort aus erfolgten Einsätze über den Niederlanden. Da ein großer Teil der Piloten aus den Niederlanden stammten, wurde die Einheit am 12. Juni 1943 aufgelöst und als niederländisches Squadron 322 neu gegründet.
Am 21. Oktober 1944 wurde das Squadron als Transportstaffel in Homsley erneut aufgestellt. Sie bediente alliierte Flugplätze in Europa und Westafrika. Am 1. Februar 1946 wurde sie wieder aufgelöst.

### Nachkriegszeit
Zur Überführung von Flugzeugen wurde am 1. Februar 1953 die in Abingdon stationierte 3. Überführungseinheit in No. 167 Squadron umbenannt. Die Einheit wurde am 15. September 1958 mit dem No. 147 Squadron zusammengelegt.